# Marquesado de Gerona
El marquesado de Gerona es un título nobiliario español creado por la reina Isabel II el 25 de octubre de 1846 en favor de Francisco Castro y Orozco, i vizconde de Castro y Orozco, presidente del Congreso de los Diputados.

## Nombre
El título hace referencia a la provincia y ciudad de Gerona (en catalán: Girona), circunscripción de la que fue diputado a Cortes el primer titular del marquesado, así como en la que murió el tío de este, Mariano Álvarez de Castro, durante el sitio de Gerona.

## Marqueses de Gerona
|                        | Titular                            | Periodo                |
| Creación por Isabel II | Creación por Isabel II             | Creación por Isabel II |
| ---------------------- | ---------------------------------- | ---------------------- |
| I                      | Francisco de Paula Castro y Orozco | 1846-1847              |
| II                     | Rita María Pérez de Orozco         | 1847-1848              |
| III                    | José de Castro y Orozco            | 1849-1869              |
| IV                     | Eugenio Sellés y Ángel de Castro   | 1909-1926              |
| V                      | Eugenio Sellés y Rivas             | 1927-1936              |
| VI                     | Ernesto Sellés y Rivas             | 1940-1960              |
| VII                    | Ernesto Sellés y Figueras          | 1963-2021              |

## Historia de los marqueses de Gerona
I. Francisco de Paula Castro y Orozco (Granada, 21 de abril de 1809-Madrid, 4 de mayo de 1847), i marqués de Gerona, i vizconde de Castro y Orozco. Fue un relevante político durante el reinado de Isabel II, siendo varias veces diputado a Cortes, así como magistrado del Tribunal Supremo, ministro de Gracia y Justicia y presidente del Congreso de los Diputados.
Sin descendencia, le sucedió su madre:
II. Rita María Pérez de Orozco (Granada, 19 de diciembre de 1776, Madrid, 28 de abril de 1848), ii marquesa de Gerona, ii vizcondesa de Castro y Orozco.
En 1849 le sucedió su hijo:
III. José de Castro y Orozco (Granada, 10 de marzo de 1808, Granada, 17 de mayo de 1869), iii marqués de Gerona, iii vizconde de Castro y Orozco. Políticio y jurista, al igual que su hermano llegó a ser ministro de Gracia y Justicia y magistrado del Tribunal Supremo. También fue un prolífico escritor.
Sin descendencia, en 1909 le sucedió su sobrino:
IV. Eugenio Sellés y Ángel de Castro (Granada, 8 de abril de 1842-Madrid, 12 de octubre de 1926), iv marqués de Gerona, iv vizconde de Castro y Orozco. Periodista, dramaturgo y político, que ejerció como gobernador civil de Sevilla y Granada durante la regencia del general Serrano. Fue miembro de la Real Academia Española.
Casó con Avelina de Rivas y Cano (1849-1917). En 1927 le sucedió su hijo:
V. Eugenio Sellés y Rivas (1869-Albacete, 24 de febrero de 1936), v marqués de Gerona.
Casó con Aurora Mihura y González. Sin descendencia, le sucedió su hermano:
VI. Ernesto Sellés y Rivas (Granada, 7 de octubre de 1888-Madrid, 17 de febrero de 1960), vi marqués de Gerona, v vizconde de Castro y Orozco. La Diputación Permanente y Consejo de la Grandeza de España y Títulos del Reino le concedió la sucesión provisional en 1940, tras el fallecimiento de su hermano, la cual fue convalidada por la dictadura en 1952.
Casó el 15 de octubre de 1927 con María del Rosario Figueras y Figueras, hija de los vizcondes de Casa Figueras. En 1963, por distribución y posterior fallecimiento, le sucedió su hijo:
VII. Ernesto Sellés y Figueras (f. 2021), vii marqués de Gerona.